# Пробное состязание
«Пробное состязание» — комедия древнегреческого драматурга Аристофана, поставленная в 422 году до н. э. под именем Филонида на Ленеях и занявшая первое место. Текст комедии практически полностью утрачен, сохранился только ряд коротких фрагментов, процитированных более поздними античными и средневековыми авторами (фрг. 156—162).
В названии имеется в виду генеральная репетиция пьесы, допущенной к показу на празднике. Известно, что в «Пробном состязании» Аристофан в очередной раз высмеивал трагедии Еврипида.